# Elisabeth Augusta von Baden-Baden

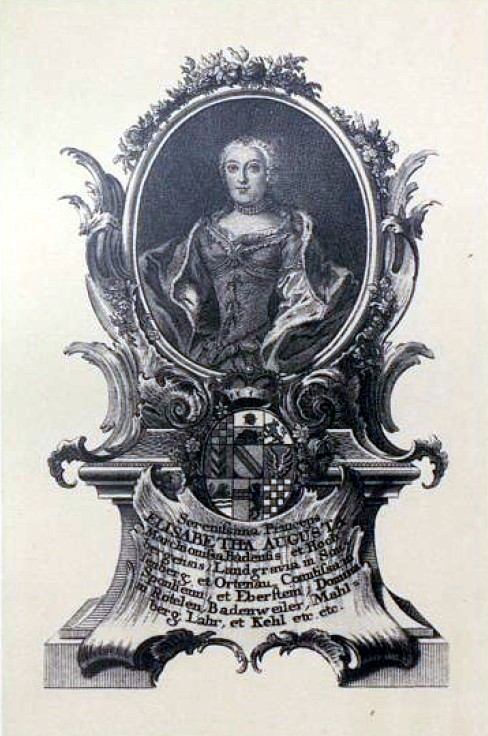
Elisabeth Augusta von Baden-Baden

Elisabeth Augusta Franziska Eleonore von Baden-Baden (* 16. März 1726 in Rastatt; † 7. Januar 1789 in Freiburg im Breisgau) war die letzte Angehörige der Linie Baden-Baden des Hauses Baden.

## Leben
Elisabeth war die Tochter des Markgrafen Ludwig Georg und der Prinzessin Maria Anna von Schwarzenberg.
1765 erwarb Elisabeth das Schloss Riegel, das nach einem umfangreichen Um- und Ausbau ihre Sommerresidenz wurde. Elisabeth ließ sich später auch ein Haus in Freiburg bauen und förderte die lokale Musikszene mit einer von ihr finanzierten Kapelle. Sie war auch Sponsor des 1785 in Freiburg neu errichteten Stadttheaters.
Als während der Verhandlungen der Markgrafen Karl Friedrich und August Georg über den Erbvertrag durch katholische Kreise immer neue Störmanöver gestartet wurden, konvertierte der Lutheraner Karl Wilhelm Eugen von Baden-Durlach – ein Onkel von Karl Friedrich – zum Katholizismus. Er machte sich Hoffnungen durch eine Heirat mit Elisabeth Augusta in den Besitz der Markgrafschaft Baden-Baden oder zumindest der böhmischen Herrschaft Schlackenwerth zu kommen. Da Elisabeth nicht in die Heirat einwilligte, zerschlug sich der Plan jedoch.
Im Erbvertrag zwischen Karl Friedrich und August Georg, der 1765 abgeschlossen wurde, ließ sich August Georg für seine Nichte Elisabeth eine jährliche Apanage von 11 000 Gulden zusichern, solange sie unvermählt und weltlichen Standes bleibt.
Ab 1771 lebte sie hauptsächlich in Schlackenwerth, das von Fürst Johann von Schwarzenberg verwaltet wurde – Elisabeth stand der Nießbrauch an der Herrschaft Schlackenwerth zu.  Schlackenwerth gehörte zu den im baden-badenschen Erbvertrag ausgenommenen Gütern der Markgrafen von Baden-Baden. Nach dem bereits 1771 abgeschlossenen Erbvertrag gingen die Güter 1789 beim Tod von Elisabeth an das Kaiserhaus über.

## Herkunft, Ehe und Nachkommen
Am 2. Februar 1775 heiratete sie den viel jüngeren Michael Wenzel Graf von Althan (* 1743), einen Kammerherrn des Kaiserhofes aus einem zum niederbayerischen Uradel gehörenden Adelsgeschlecht. Die Ehe blieb kinderlos, so dass mit dem Tod von Elisabeth das Haus Baden-Baden erloschen ist.